# Winesburg, Ohio
A Winesburg, Ohio Sherwood Anderson (1876–1941) 1919-ben kiadott elbeszéléskötete, mely magyarul 1962-ben jelent meg Vajda Miklós fordításában.

## A kötetről
A realista stílusú elbeszélések, melyeken Edgar Lee Masters hatása érződik, élőbeszédet idéző stílusban ábrázolják egy középnyugati kisváros hétköznapjait. Az elbeszélések közül az elsők – Különcök könyve; Kezek; Az Isten hatalma – 1916-ban a Floyd Dell által szerkesztett "The Masses" nevű baloldali folyóiratban láttak napvilágot. További hét elbeszélés még a kötet megjelenése előtt megjelent a "The Little Review" és a "Seven Arts" folyóiratokban.
Vajda Miklós a következőket írja a kötet utószavában: „Apró epizódokban, anekdotányi históriákban fogalmazta meg legjobban, legtömörebben a kisvárosi élet apró tragédiáit. Minden novellája egy-egy kis lélektani tanulmány, portré, többnyire tragikus vagy szomorú anekdota.”
A történetben szereplő fiktív város (nem tévesztendő össze a tényleges ohiói Winesburggel), lazán kapcsolódik a szerző gyermekkori emlékeinek helyszínéhez az ohiói Clyde-hoz.
Az elbeszélések főszereplője George Willard, az ifjú vidéki laptudósító, a Winesburgi Sas tudósítója. A történetekben az ő emberi és írói fejlődését követhetjük nyomon, egészen addig, míg el nem hagyja Winesburgöt, ahogy a Búcsú című elbeszélésben olvasható: „A fiatalember képzeletét elragadták szenvedélyes álmai. (...) A lelkében kavargó apró emlékek hatására lehunyta a szemét, s hátradőlt az ülésen. Hosszú ideig maradt így, s amikor ismét felegyenesedett és kitekintett a kocsi ablakán, Winesburg városa már eltűnt, s ottani élete puszta háttér volt csak immár, melyre férfikorának álmait kell majd ráfestenie.”
A kötet elbeszéléseit Vajda Miklós fordította magyarra. Az elbeszélések egy része, köztük a Kezek, Az Isten hatalma, a Tisztesség és A ki nem mondott hazugság más magyar nyelvű gyűjteményes kötetekben is megjelent. Más fordítás csak a Papíros-pirulák című elbeszélésből született és jelent meg Papirgolyok címmel a "Korunk" folyóirat 1927 novemberi számában.

## Magyar kiadás
- Winesburg, Ohio. Elbeszélések. (Fordította és az utószót írta Vajda Miklós. Az illusztrációkat, a védőborítót és a kötéstervet készítette Kondor Lajos) Budapest, Európa Könyvkiadó, 1962. 275  old.
  - Tartalom: Különcök könyve; Kezek; Papíros-pirulák; Az anya; A filozófus; Nem tudja senki; Jámborság I-II.; Megadás; Rémület; Az ötletek embere; Kaland; Tisztesség; A gondolkodó; Tandy; Az Isten hatalma; A tanítónő; Magány; Ébredés; Hóbortosok; A ki nem mondott hazugság; Ivás; Halál; Bonyolult dolgok; Búcsú